# Stompie Mavi
Zakhele Mzingisi Patrick „Stompie“ Mavi  (* 21. April 1955 in Ngqanakhwe, Queenstown; † 17. Januar 2008 in Port Elizabeth) war ein südafrikanischer Pop- und Jazzsänger.
Stompie Mavi, der in der Musikszene von Port Elizabeth aktiv war, begann als Siebenjähriger als Solist mit klassischer Musik u. a. von Joseph Haydn und Georg Händel aufzutreten. Mit 16 Jahren sang er mit dem Modern Jazz Sextet. Ende der 1970er Jahre legte er nach einer Tournee mit Jimmy Cliff sein Debütalbum Manyano (Oneness) vor. Anfang der 1980er Jahre trat er im Vorprogramm von Frank Sinatra in Sun City auf; Verletzungen bei einem Raubüberfall 1987 führten zu einer Querschnittlähmung und unterbrachen seine Karriere mehrere Jahre, die krankheitsbedingt 2007 endete.

## Diskographische Hinweise
- Tribute to Chris Hani
- Phansi Intonga
- Mbongo
- Ithongo (2003)
- Mama Africa